# Super Lupe
Super Lupe es una serie de televisión colombiana producida por Colombiana de Televisión entre 1991 y 1993. La ciudad, con sus luces y sus sombras, es la gran protagonista de esta comedia que toma como pretexto la vida y quehaceres de Guadalupe Biancha, joven humilde de provincia venida a la capital que se desempeña como una empleada de servicio doméstico. El contraste entre su entorno social, en el barrio de invasión donde vive, y su entorno laboral produce las divertidas situaciones.

## Personajes
Guadalupe Biancha: Bibiana Navas

## Curiosidades
Bibiana Navas asumió el personaje que dejó Inés Oviedo en Pedro el escamoso